# Ruthie Tompson
Ruthie Tompson, właśc. Ruth Irene Tompson (ur. 22 lipca 1910 w Portland, zm. 11 października 2021 w Los Angeles) – amerykańska animatorka i superstulatka.

## Życiorys

### Młodość
Wychowała się w Bostonie w stanie Massachusetts. W listopadzie 1918 przeprowadziła się z rodziną do Oakland w Kalifornii. W 1924 jej rodzice rozwiedli się, a matka, Arlene, ponownie wyszła za mąż, za artystę Johna Robertsa. Rodzina przeniosła się do Los Angeles i zamieszkała w tym samym kwartale, w którym znajdował się dom Roberta Disneya, wuja Walta Disneya. To właśnie tam mieszkali Roy i Walt Disneyowie, gdy po raz pierwszy przyjechali do Los Angeles.

### The Walt Disney Company
Jak zaznaczyła w jednym z wywiadów, Tompson po raz pierwszy poznała Disneya, gdy odwiedziła nowe dziecko swojego sąsiada Roberta. The Walt Disney Company, znana wówczas jako Disney Brothers Cartoon Studio, znajdowała się niedaleko jej domu – odkryła ją w drodze do gimnazjum. Wielokrotnie stojąc na zewnątrz i obserwując przez okno pracę wytwórni, została w końcu zaproszona do biura. Często bywała w biurze, a w końcu dostała angaż do Alice Comedies.
W wieku 18 lat Tompson zdecydowała się podjąć pracę w Dubrock’s Riding Academy, gdzie Roy i Walt Disney często grali w polo. Walt Disney przypomniał sobie Tompson z czasów jej młodości i zaoferował jej pracę przy malowaniu postaci oraz teł. Po przeszkoleniu w zawodzie Tompson została przydzielona do Wydziału Barw, gdzie pomagała przy disnejowskim filmie Królewna Śnieżka i siedmiu krasnoludków. Pomagając przy kilku innych filmach Disneya, Tompson awansowała na stanowisko ostatecznej weryfikatorki, gdzie odpowiadała za ocenianie, czy wykonane klatki filmowe nadają się do włączenia w skład filmu. W trakcie II wojny światowej awansowała na stanowisko nadzorczyni animacji, gdzie pracowała nad filmami szkoleniowymi i edukacyjnymi dla US Army, z Myszką Mikim, Kaczorem Donaldem i Goofym w rolach głównych. W 1948 Tompson pracowała w Wydziale Operatorskim, pracując nad jazdami kamery i mechanizmami kręcenia animacji. Została jedną z trzech pierwszych kobiet przyjętych do Międzynarodowego Związku Operatorów. Tompson kontynuowała pracę w szeregach studyjnych, otrzymując ostatecznie pracę w Wydziale Planowania Filmów.

### Dalsze życie
Tompson przeszła na emeryturę w 1975, po prawie 40 latach pracy w The Walt Disney Company. Jest najstarszą członkinią organizacji Women in Animation. W 2000 została uhonorowana przez program Disney Legends i otrzymała nagrodę Disney Legends Award za swoją pracę dla wytwórni Walta Disneya. W 2017 Tompson została nagrodzona przez Amerykańską Akademię Sztuki i Wiedzy Filmowej za swój wkład w rozwój branży filmów animowanych. W lipcu 2020 została superstulatką.